# Dangling Man
Dangling Man es la primera novela del autor estadounidense Saul Bellow, publicada en 1944.

## Resumen del argumento
La novela, escrita en forma de diario, narra la historia de Joseph, un hombre desempleado en Chicago mientras espera ser llamado al ejército, y sus relaciones con su esposa y amigos. El diario sirve a Joseph como un medio para plasmar sus confesiones filosóficas y termina el día en que se incorpora al ejército durante la Segunda Guerra Mundial, con la esperanza de que el régimen militar lo ayude a disminuir sus ansiedades.

## Recepción
Aunque posteriormente el mismo Bellow consideró a Dangling Man y a su segunda novela, La víctima, como trabajo de aprendiz, la novela fue recibida positivamente por varios críticos contemporáneos tales como Edmund Wilson y Kenneth Fearing. Wilson escribió que Dangling Man era «una de los testimonios más honestos de la psicología de una generación que creció entre la Depresión y la guerra», mientras que Fearing comentó que Bellow había «delineado lo que para muchos sería una versión sorprendentemente cercana de sí mismos».